# Lista di asteroidi (189001-190000)
Di seguito una lista di asteroidi dal numero 189001 al 190000 con data di scoperta e scopritore.

## 189001-189100
| Nome                  | Designazione provvisoria | Data di scoperta  | Scopritore                                                |
| --------------------- | ------------------------ | ----------------- | --------------------------------------------------------- |
| 189001 -              | 4889 P-L                 | 24 settembre 1960 | van Houten, C. J., van Houten-Groeneveld, I., Gehrels, T. |
| 189002 -              | 6760 P-L                 | 24 settembre 1960 | van Houten, C. J., van Houten-Groeneveld, I., Gehrels, T. |
| 189003 -              | 3009 T-3                 | 16 ottobre 1977   | van Houten, C. J., van Houten-Groeneveld, I., Gehrels, T. |
| 189004 Capys          | 3184 T-3                 | 16 ottobre 1977   | van Houten, C. J., van Houten-Groeneveld, I., Gehrels, T. |
| 189005 -              | 5176 T-3                 | 16 ottobre 1977   | van Houten, C. J., van Houten-Groeneveld, I., Gehrels, T. |
| 189006 -              | 1993 VG7                 | 9 novembre 1993   | Spacewatch                                                |
| 189007 -              | 1995 FW7                 | 25 marzo 1995     | Spacewatch                                                |
| 189008 -              | 1996 FR3                 | 26 marzo 1996     | NEAT                                                      |
| 189009 -              | 1997 BG5                 | 31 gennaio 1997   | Spacewatch                                                |
| 189010 -              | 1997 KW3                 | 30 maggio 1997    | Spacewatch                                                |
| 189011 Ogmios         | 1997 NJ6                 | 8 luglio 1997     | ODAS                                                      |
| 189012 -              | 1998 FO98                | 31 marzo 1998     | LINEAR                                                    |
| 189013 -              | 1998 QD3                 | 17 agosto 1998    | LINEAR                                                    |
| 189014 -              | 1998 QJ55                | 25 agosto 1998    | ODAS                                                      |
| 189015 -              | 1998 QH83                | 24 agosto 1998    | LINEAR                                                    |
| 189016 -              | 1998 RS37                | 14 settembre 1998 | LINEAR                                                    |
| 189017 -              | 1998 SM136               | 26 settembre 1998 | LINEAR                                                    |
| 189018 Guokeda        | 1998 TC19                | 14 ottobre 1998   | Beijing Schmidt CCD Asteroid Program                      |
| 189019 -              | 1998 VR26                | 10 novembre 1998  | LINEAR                                                    |
| 189020 -              | 1998 YU3                 | 17 dicembre 1998  | Korlević, K.                                              |
| 189021 -              | 1999 CS11                | 12 febbraio 1999  | LINEAR                                                    |
| 189022 -              | 1999 JA94                | 12 maggio 1999    | LINEAR                                                    |
| 189023 -              | 1999 NV19                | 14 luglio 1999    | LINEAR                                                    |
| 189024 -              | 1999 RN147               | 9 settembre 1999  | LINEAR                                                    |
| 189025 -              | 1999 RG162               | 9 settembre 1999  | LINEAR                                                    |
| 189026 -              | 1999 RH240               | 11 settembre 1999 | LONEOS                                                    |
| 189027 -              | 1999 SS25                | 29 settembre 1999 | CSS                                                       |
| 189028 -              | 1999 TM209               | 14 ottobre 1999   | LINEAR                                                    |
| 189029 -              | 1999 UA27                | 31 ottobre 1999   | CSS                                                       |
| 189030 -              | 1999 XU3                 | 4 dicembre 1999   | CSS                                                       |
| 189031 -              | 1999 XF48                | 7 dicembre 1999   | LINEAR                                                    |
| 189032 -              | 1999 XA114               | 11 dicembre 1999  | LINEAR                                                    |
| 189033 -              | 2000 AC9                 | 2 gennaio 2000    | LINEAR                                                    |
| 189034 -              | 2000 AZ226               | 9 gennaio 2000    | Spacewatch                                                |
| 189035 Michaelsummers | 2000 CX109               | 5 febbraio 2000   | Buie, M. W.                                               |
| 189036 -              | 2000 EB64                | 10 marzo 2000     | LINEAR                                                    |
| 189037 -              | 2000 GV4                 | 6 aprile 2000     | LINEAR                                                    |
| 189038 -              | 2000 KY36                | 29 maggio 2000    | LINEAR                                                    |
| 189039 -              | 2000 LA25                | 1 giugno 2000     | LINEAR                                                    |
| 189040 -              | 2000 MU1                 | 24 giugno 2000    | LINEAR                                                    |
| 189041 -              | 2000 OR2                 | 24 luglio 2000    | Hug, G.                                                   |
| 189042 -              | 2000 OV32                | 30 luglio 2000    | LINEAR                                                    |
| 189043 -              | 2000 OR67                | 23 luglio 2000    | LINEAR                                                    |
| 189044 -              | 2000 PB3                 | 1 agosto 2000     | Hug, G.                                                   |
| 189045 -              | 2000 QL18                | 24 agosto 2000    | LINEAR                                                    |
| 189046 -              | 2000 QR30                | 25 agosto 2000    | LINEAR                                                    |
| 189047 -              | 2000 QP117               | 29 agosto 2000    | LINEAR                                                    |
| 189048 -              | 2000 QG169               | 31 agosto 2000    | LINEAR                                                    |
| 189049 -              | 2000 QN172               | 31 agosto 2000    | LINEAR                                                    |
| 189050 -              | 2000 RE32                | 1 settembre 2000  | LINEAR                                                    |
| 189051 -              | 2000 RO101               | 5 settembre 2000  | LONEOS                                                    |
| 189052 -              | 2000 SJ197               | 24 settembre 2000 | LINEAR                                                    |
| 189053 -              | 2000 SW271               | 27 settembre 2000 | LINEAR                                                    |
| 189054 -              | 2000 SW278               | 30 settembre 2000 | LINEAR                                                    |
| 189055 -              | 2000 SG339               | 25 settembre 2000 | LINEAR                                                    |
| 189056 -              | 2000 SU363               | 20 settembre 2000 | LINEAR                                                    |
| 189057 -              | 2000 TE22                | 3 ottobre 2000    | LINEAR                                                    |
| 189058 -              | 2000 UT16                | 29 ottobre 2000   | LINEAR                                                    |
| 189059 -              | 2000 UX63                | 25 ottobre 2000   | LINEAR                                                    |
| 189060 -              | 2000 UJ68                | 25 ottobre 2000   | LINEAR                                                    |
| 189061 -              | 2000 UJ110               | 31 ottobre 2000   | LINEAR                                                    |
| 189062 -              | 2000 VA45                | 2 novembre 2000   | LINEAR                                                    |
| 189063 -              | 2000 VZ57                | 3 novembre 2000   | LINEAR                                                    |
| 189064 -              | 2000 WL14                | 20 novembre 2000  | LINEAR                                                    |
| 189065 -              | 2000 WR72                | 20 novembre 2000  | LINEAR                                                    |
| 189066 -              | 2000 WC74                | 20 novembre 2000  | LINEAR                                                    |
| 189067 -              | 2000 WT133               | 19 novembre 2000  | LINEAR                                                    |
| 189068 -              | 2000 WX178               | 25 novembre 2000  | LINEAR                                                    |
| 189069 -              | 2000 YZ29                | 26 dicembre 2000  | NEAT                                                      |
| 189070 -              | 2001 BD39                | 19 gennaio 2001   | Spacewatch                                                |
| 189071 -              | 2001 BH83                | 18 gennaio 2001   | LINEAR                                                    |
| 189072 -              | 2001 DB8                 | 16 febbraio 2001  | Spacewatch                                                |
| 189073 -              | 2001 DJ50                | 16 febbraio 2001  | LINEAR                                                    |
| 189074 -              | 2001 DA65                | 19 febbraio 2001  | LINEAR                                                    |
| 189075 -              | 2001 DP105               | 16 febbraio 2001  | LONEOS                                                    |
| 189076 -              | 2001 HN                  | 16 aprile 2001    | Ball, L.                                                  |
| 189077 -              | 2001 HE11                | 18 aprile 2001    | LINEAR                                                    |
| 189078 -              | 2001 KT37                | 22 maggio 2001    | LINEAR                                                    |
| 189079 -              | 2001 KJ59                | 26 maggio 2001    | LINEAR                                                    |
| 189080 -              | 2001 MO6                 | 21 giugno 2001    | NEAT                                                      |
| 189081 -              | 2001 MM16                | 27 giugno 2001    | NEAT                                                      |
| 189082 -              | 2001 OL12                | 20 luglio 2001    | NEAT                                                      |
| 189083 -              | 2001 OV46                | 16 luglio 2001    | LONEOS                                                    |
| 189084 -              | 2001 OV61                | 21 luglio 2001    | NEAT                                                      |
| 189085 -              | 2001 OF89                | 21 luglio 2001    | NEAT                                                      |
| 189086 -              | 2001 OT89                | 23 luglio 2001    | NEAT                                                      |
| 189087 -              | 2001 PE15                | 13 agosto 2001    | Boattini, A., Tesi, L.                                    |
| 189088 -              | 2001 PO15                | 9 agosto 2001     | NEAT                                                      |
| 189089 -              | 2001 PG46                | 12 agosto 2001    | NEAT                                                      |
| 189090 -              | 2001 QJ17                | 16 agosto 2001    | LINEAR                                                    |
| 189091 -              | 2001 QX61                | 16 agosto 2001    | LINEAR                                                    |
| 189092 -              | 2001 QU65                | 17 agosto 2001    | LINEAR                                                    |
| 189093 -              | 2001 QL164               | 21 agosto 2001    | NEAT                                                      |
| 189094 -              | 2001 QR180               | 25 agosto 2001    | NEAT                                                      |
| 189095 -              | 2001 QH211               | 23 agosto 2001    | LONEOS                                                    |
| 189096 -              | 2001 QL222               | 24 agosto 2001    | LONEOS                                                    |
| 189097 -              | 2001 QA247               | 24 agosto 2001    | LINEAR                                                    |
| 189098 -              | 2001 QB274               | 19 agosto 2001    | LINEAR                                                    |
| 189099 -              | 2001 RO                  | 7 settembre 2001  | LINEAR                                                    |
| 189100 -              | 2001 RQ54                | 12 settembre 2001 | LINEAR                                                    |

## 189101-189200
| Nome             | Designazione provvisoria | Data di scoperta  | Scopritore                  |
| ---------------- | ------------------------ | ----------------- | --------------------------- |
| 189101 -         | 2001 RW112               | 12 settembre 2001 | LINEAR                      |
| 189102 -         | 2001 SY19                | 16 settembre 2001 | LINEAR                      |
| 189103 -         | 2001 SG28                | 16 settembre 2001 | LINEAR                      |
| 189104 -         | 2001 SV97                | 20 settembre 2001 | LINEAR                      |
| 189105 -         | 2001 ST105               | 20 settembre 2001 | LINEAR                      |
| 189106 -         | 2001 SG215               | 19 settembre 2001 | LINEAR                      |
| 189107 -         | 2001 SW280               | 21 settembre 2001 | LONEOS                      |
| 189108 -         | 2001 SW337               | 20 settembre 2001 | LINEAR                      |
| 189109 -         | 2001 TA40                | 14 ottobre 2001   | LINEAR                      |
| 189110 -         | 2001 TR55                | 15 ottobre 2001   | LINEAR                      |
| 189111 -         | 2001 TC125               | 12 ottobre 2001   | NEAT                        |
| 189112 -         | 2001 UO19                | 16 ottobre 2001   | NEAT                        |
| 189113 -         | 2001 UA153               | 23 ottobre 2001   | LINEAR                      |
| 189114 -         | 2001 UO165               | 23 ottobre 2001   | NEAT                        |
| 189115 -         | 2001 UE167               | 19 ottobre 2001   | LINEAR                      |
| 189116 -         | 2001 US202               | 19 ottobre 2001   | Spacewatch                  |
| 189117 -         | 2001 VD5                 | 11 novembre 2001  | LINEAR                      |
| 189118 -         | 2001 VD47                | 9 novembre 2001   | LINEAR                      |
| 189119 -         | 2001 VZ91                | 15 novembre 2001  | LINEAR                      |
| 189120 -         | 2001 WQ7                 | 17 novembre 2001  | LINEAR                      |
| 189121 -         | 2001 WY13                | 17 novembre 2001  | LINEAR                      |
| 189122 -         | 2001 WF60                | 19 novembre 2001  | LINEAR                      |
| 189123 -         | 2001 WW70                | 20 novembre 2001  | LINEAR                      |
| 189124 -         | 2001 XO21                | 9 dicembre 2001   | LINEAR                      |
| 189125 -         | 2001 XW55                | 10 dicembre 2001  | LINEAR                      |
| 189126 -         | 2001 XX81                | 11 dicembre 2001  | LINEAR                      |
| 189127 -         | 2001 XT82                | 11 dicembre 2001  | LINEAR                      |
| 189128 -         | 2001 XV133               | 14 dicembre 2001  | LINEAR                      |
| 189129 -         | 2001 XH173               | 14 dicembre 2001  | LINEAR                      |
| 189130 -         | 2001 XT189               | 14 dicembre 2001  | LINEAR                      |
| 189131 -         | 2001 XM249               | 13 dicembre 2001  | LINEAR                      |
| 189132 -         | 2001 YB19                | 17 dicembre 2001  | LINEAR                      |
| 189133 -         | 2001 YG112               | 19 dicembre 2001  | LINEAR                      |
| 189134 -         | 2002 AT11                | 9 gennaio 2002    | LINEAR                      |
| 189135 -         | 2002 AQ146               | 13 gennaio 2002   | LINEAR                      |
| 189136 -         | 2002 BF29                | 20 gennaio 2002   | LONEOS                      |
| 189137 -         | 2002 CT43                | 8 febbraio 2002   | LINEAR                      |
| 189138 -         | 2002 CL50                | 12 febbraio 2002  | Yeung, W. K. Y.             |
| 189139 -         | 2002 CL128               | 7 febbraio 2002   | LINEAR                      |
| 189140 -         | 2002 CT136               | 8 febbraio 2002   | LINEAR                      |
| 189141 -         | 2002 DO2                 | 19 febbraio 2002  | LINEAR                      |
| 189142 -         | 2002 FK35                | 21 marzo 2002     | LONEOS                      |
| 189143 -         | 2002 GU1                 | 2 aprile 2002     | Uppsala-DLR Asteroid Survey |
| 189144 -         | 2002 GF7                 | 12 aprile 2002    | Yeung, W. K. Y.             |
| 189145 -         | 2002 GU47                | 4 aprile 2002     | NEAT                        |
| 189146 -         | 2002 GQ68                | 8 aprile 2002     | LINEAR                      |
| 189147 -         | 2002 GS141               | 13 aprile 2002    | NEAT                        |
| 189148 -         | 2002 GA157               | 13 aprile 2002    | NEAT                        |
| 189149 -         | 2002 GE175               | 11 aprile 2002    | LINEAR                      |
| 189150 -         | 2002 HV7                 | 20 aprile 2002    | Spacewatch                  |
| 189151 -         | 2002 JE12                | 3 maggio 2002     | Yeung, W. K. Y.             |
| 189152 -         | 2002 JP14                | 7 maggio 2002     | LINEAR                      |
| 189153 -         | 2002 JZ39                | 7 maggio 2002     | LINEAR                      |
| 189154 -         | 2002 JO43                | 9 maggio 2002     | LINEAR                      |
| 189155 -         | 2002 JK58                | 9 maggio 2002     | LINEAR                      |
| 189156 -         | 2002 JO117               | 4 maggio 2002     | LONEOS                      |
| 189157 -         | 2002 JT118               | 5 maggio 2002     | LONEOS                      |
| 189158 -         | 2002 JZ131               | 9 maggio 2002     | NEAT                        |
| 189159 -         | 2002 LZ19                | 6 giugno 2002     | LINEAR                      |
| 189160 -         | 2002 LV32                | 3 giugno 2002     | LINEAR                      |
| 189161 -         | 2002 QF6                 | 17 agosto 2002    | LINEAR                      |
| 189162 -         | 2002 QQ10                | 17 agosto 2002    | NEAT                        |
| 189163 -         | 2002 RK250               | 6 settembre 2002  | LINEAR                      |
| 189164 -         | 2002 TF4                 | 1 ottobre 2002    | LONEOS                      |
| 189165 -         | 2002 TQ96                | 11 ottobre 2002   | LINEAR                      |
| 189166 -         | 2002 TW226               | 8 ottobre 2002    | LONEOS                      |
| 189167 -         | 2002 TU264               | 10 ottobre 2002   | LINEAR                      |
| 189168 -         | 2002 VF14                | 5 novembre 2002   | LINEAR                      |
| 189169 -         | 2002 VQ17                | 5 novembre 2002   | LINEAR                      |
| 189170 -         | 2002 VH66                | 8 novembre 2002   | LINEAR                      |
| 189171 -         | 2002 VX87                | 8 novembre 2002   | LINEAR                      |
| 189172 -         | 2002 VT133               | 6 novembre 2002   | LONEOS                      |
| 189173 -         | 2002 XY4                 | 5 dicembre 2002   | LINEAR                      |
| 189174 -         | 2002 XW27                | 5 dicembre 2002   | Fountain Hills              |
| 189175 -         | 2002 XK49                | 10 dicembre 2002  | LINEAR                      |
| 189176 -         | 2002 XJ94                | 1 dicembre 2002   | LINEAR                      |
| 189177 -         | 2002 XW117               | 10 dicembre 2002  | NEAT                        |
| 189178 -         | 2002 YQ25                | 31 dicembre 2002  | LINEAR                      |
| 189179 -         | 2002 YS27                | 31 dicembre 2002  | LINEAR                      |
| 189180 -         | 2003 AH8                 | 3 gennaio 2003    | Eskridge                    |
| 189181 -         | 2003 AS66                | 7 gennaio 2003    | LINEAR                      |
| 189182 -         | 2003 BW12                | 26 gennaio 2003   | NEAT                        |
| 189183 -         | 2003 BN16                | 26 gennaio 2003   | NEAT                        |
| 189184 -         | 2003 BM32                | 27 gennaio 2003   | LONEOS                      |
| 189185 -         | 2003 CM7                 | 1 febbraio 2003   | LONEOS                      |
| 189186 -         | 2003 CU25                | 9 febbraio 2003   | NEAT                        |
| 189187 -         | 2003 EY24                | 6 marzo 2003      | LONEOS                      |
| 189188 Floraliën | 2003 FL6                 | 27 marzo 2003     | Pauwels, T.                 |
| 189189 -         | 2003 FN20                | 23 marzo 2003     | NEAT                        |
| 189190 -         | 2003 FR28                | 24 marzo 2003     | NEAT                        |
| 189191 -         | 2003 FL30                | 25 marzo 2003     | NEAT                        |
| 189192 -         | 2003 FE76                | 27 marzo 2003     | NEAT                        |
| 189193 -         | 2003 FO96                | 30 marzo 2003     | Spacewatch                  |
| 189194 -         | 2003 LX1                 | 1 giugno 2003     | Broughton, J.               |
| 189195 -         | 2003 PB1                 | 1 agosto 2003     | LINEAR                      |
| 189196 -         | 2003 QH28                | 21 agosto 2003    | CINEOS                      |
| 189197 -         | 2003 QF61                | 23 agosto 2003    | LINEAR                      |
| 189198 -         | 2003 QW71                | 25 agosto 2003    | NEAT                        |
| 189199 -         | 2003 RJ1                 | 2 settembre 2003  | LINEAR                      |
| 189200 -         | 2003 RS7                 | 4 settembre 2003  | Broughton, J.               |

## 189201-189300
| Nome               | Designazione provvisoria | Data di scoperta  | Scopritore           |
| ------------------ | ------------------------ | ----------------- | -------------------- |
| 189201 -           | 2003 RX14                | 14 settembre 2003 | NEAT                 |
| 189202 Calar Alto  | 2003 SM15                | 17 settembre 2003 | Hormuth, F.          |
| 189203 -           | 2003 SL40                | 16 settembre 2003 | NEAT                 |
| 189204 -           | 2003 ST78                | 19 settembre 2003 | Spacewatch           |
| 189205 -           | 2003 SY147               | 16 settembre 2003 | LINEAR               |
| 189206 -           | 2003 SJ151               | 17 settembre 2003 | LINEAR               |
| 189207 -           | 2003 SW196               | 21 settembre 2003 | LONEOS               |
| 189208 -           | 2003 SH200               | 25 settembre 2003 | NEAT                 |
| 189209 -           | 2003 SS224               | 28 settembre 2003 | LONEOS               |
| 189210 -           | 2003 SM262               | 28 settembre 2003 | LINEAR               |
| 189211 -           | 2003 UX10                | 20 ottobre 2003   | LINEAR               |
| 189212 -           | 2003 UY21                | 22 ottobre 2003   | McClusky, J. V.      |
| 189213 -           | 2003 UU122               | 19 ottobre 2003   | LINEAR               |
| 189214 -           | 2003 YJ20                | 17 dicembre 2003  | Spacewatch           |
| 189215 -           | 2003 YF162               | 17 dicembre 2003  | LINEAR               |
| 189216 -           | 2004 BO95                | 28 gennaio 2004   | LINEAR               |
| 189217 -           | 2004 CR78                | 11 febbraio 2004  | NEAT                 |
| 189218 -           | 2004 DC37                | 19 febbraio 2004  | LINEAR               |
| 189219 -           | 2004 EN31                | 14 marzo 2004     | NEAT                 |
| 189220 -           | 2004 EP83                | 14 marzo 2004     | Spacewatch           |
| 189221 -           | 2004 EN90                | 14 marzo 2004     | Spacewatch           |
| 189222 -           | 2004 FC10                | 16 marzo 2004     | CINEOS               |
| 189223 -           | 2004 FG67                | 20 marzo 2004     | LINEAR               |
| 189224 -           | 2004 GD9                 | 12 aprile 2004    | LONEOS               |
| 189225 -           | 2004 GV58                | 15 aprile 2004    | NEAT                 |
| 189226 -           | 2004 GA76                | 15 aprile 2004    | Spacewatch           |
| 189227 -           | 2004 HE17                | 16 aprile 2004    | Spacewatch           |
| 189228 -           | 2004 JB31                | 15 maggio 2004    | LINEAR               |
| 189229 -           | 2004 JC42                | 15 maggio 2004    | LINEAR               |
| 189230 -           | 2004 LW17                | 14 giugno 2004    | LINEAR               |
| 189231 -           | 2004 LW23                | 14 giugno 2004    | Bickel, W.           |
| 189232 -           | 2004 MJ8                 | 17 giugno 2004    | Siding Spring Survey |
| 189233 -           | 2004 NP2                 | 10 luglio 2004    | CSS                  |
| 189234 -           | 2004 NK16                | 11 luglio 2004    | LINEAR               |
| 189235 -           | 2004 OR3                 | 16 luglio 2004    | LINEAR               |
| 189236 -           | 2004 OW11                | 27 luglio 2004    | LINEAR               |
| 189237 -           | 2004 PB56                | 8 agosto 2004     | LONEOS               |
| 189238 -           | 2004 PR99                | 11 agosto 2004    | LINEAR               |
| 189239 -           | 2004 QR12                | 21 agosto 2004    | Siding Spring Survey |
| 189240 -           | 2004 QL25                | 26 agosto 2004    | LINEAR               |
| 189241 -           | 2004 RU57                | 8 settembre 2004  | LINEAR               |
| 189242 -           | 2004 RX77                | 8 settembre 2004  | LINEAR               |
| 189243 -           | 2004 RX175               | 10 settembre 2004 | LINEAR               |
| 189244 -           | 2004 RL188               | 10 settembre 2004 | LINEAR               |
| 189245 -           | 2004 RL199               | 10 settembre 2004 | LINEAR               |
| 189246 -           | 2004 RA201               | 10 settembre 2004 | LINEAR               |
| 189247 -           | 2004 RS209               | 11 settembre 2004 | LINEAR               |
| 189248 -           | 2004 RH290               | 8 settembre 2004  | LINEAR               |
| 189249 -           | 2004 RG307               | 12 settembre 2004 | NEAT                 |
| 189250 -           | 2004 SK23                | 17 settembre 2004 | Spacewatch           |
| 189251 -           | 2004 TN8                 | 5 ottobre 2004    | NEAT                 |
| 189252 -           | 2004 TW19                | 14 ottobre 2004   | Tucker, R. A.        |
| 189253 -           | 2004 TL100               | 5 ottobre 2004    | NEAT                 |
| 189254 -           | 2004 TV100               | 6 ottobre 2004    | Spacewatch           |
| 189255 -           | 2004 TP247               | 7 ottobre 2004    | LINEAR               |
| 189256 -           | 2004 UV4                 | 16 ottobre 2004   | LINEAR               |
| 189257 -           | 2004 VO48                | 4 novembre 2004   | Spacewatch           |
| 189258 -           | 2004 VQ54                | 9 novembre 2004   | CSS                  |
| 189259 -           | 2004 VR77                | 12 novembre 2004  | CSS                  |
| 189260 -           | 2004 WY8                 | 18 novembre 2004  | LINEAR               |
| 189261 Hiroo       | 2004 XO62                | 11 dicembre 2004  | Itagaki, K.          |
| 189262 -           | 2004 XL81                | 10 dicembre 2004  | LINEAR               |
| 189263 -           | 2005 CA                  | 1 febbraio 2005   | LINEAR               |
| 189264 Gerardjeong | 2005 GY108               | 10 aprile 2005    | Grauer, A. D.        |
| 189265 -           | 2005 GN179               | 9 aprile 2005     | Siding Spring Survey |
| 189266 -           | 2005 QD15                | 25 agosto 2005    | NEAT                 |
| 189267 -           | 2005 QP27                | 27 agosto 2005    | Spacewatch           |
| 189268 -           | 2005 QS142               | 31 agosto 2005    | Spacewatch           |
| 189269 -           | 2005 QN160               | 28 agosto 2005    | Spacewatch           |
| 189270 -           | 2005 QM175               | 31 agosto 2005    | Spacewatch           |
| 189271 -           | 2005 RR21                | 6 settembre 2005  | LONEOS               |
| 189272 -           | 2005 RF24                | 11 settembre 2005 | LONEOS               |
| 189273 -           | 2005 RY26                | 9 settembre 2005  | LINEAR               |
| 189274 -           | 2005 RW28                | 12 settembre 2005 | LONEOS               |
| 189275 -           | 2005 SZ30                | 23 settembre 2005 | CSS                  |
| 189276 -           | 2005 SC39                | 24 settembre 2005 | Spacewatch           |
| 189277 -           | 2005 SD120               | 29 settembre 2005 | Spacewatch           |
| 189278 -           | 2005 SK142               | 25 settembre 2005 | Spacewatch           |
| 189279 -           | 2005 ST173               | 29 settembre 2005 | LONEOS               |
| 189280 -           | 2005 SY186               | 29 settembre 2005 | NEAT                 |
| 189281 -           | 2005 SJ262               | 23 settembre 2005 | NEAT                 |
| 189282 -           | 2005 TJ12                | 1 ottobre 2005    | Spacewatch           |
| 189283 -           | 2005 TX14                | 3 ottobre 2005    | NEAT                 |
| 189284 -           | 2005 TZ28                | 2 ottobre 2005    | LONEOS               |
| 189285 -           | 2005 TN54                | 1 ottobre 2005    | CSS                  |
| 189286 -           | 2005 TW80                | 3 ottobre 2005    | Spacewatch           |
| 189287 -           | 2005 TR172               | 13 ottobre 2005   | LINEAR               |
| 189288 -           | 2005 TB194               | 1 ottobre 2005    | Spacewatch           |
| 189289 -           | 2005 UT11                | 22 ottobre 2005   | Spacewatch           |
| 189290 -           | 2005 UO65                | 21 ottobre 2005   | NEAT                 |
| 189291 -           | 2005 US73                | 23 ottobre 2005   | NEAT                 |
| 189292 -           | 2005 UB87                | 22 ottobre 2005   | Spacewatch           |
| 189293 -           | 2005 UY180               | 24 ottobre 2005   | Spacewatch           |
| 189294 -           | 2005 UY181               | 24 ottobre 2005   | Spacewatch           |
| 189295 -           | 2005 UP228               | 25 ottobre 2005   | Spacewatch           |
| 189296 -           | 2005 UT407               | 30 ottobre 2005   | NEAT                 |
| 189297 -           | 2005 UG457               | 31 ottobre 2005   | Mount Lemmon Survey  |
| 189298 -           | 2005 VX6                 | 8 novembre 2005   | CSS                  |
| 189299 -           | 2005 VO120               | 10 novembre 2005  | Mount Lemmon Survey  |
| 189300 -           | 2005 VU123               | 5 novembre 2005   | CSS                  |

## 189301-189400
| Nome                | Designazione provvisoria | Data di scoperta  | Scopritore                  |
| ------------------- | ------------------------ | ----------------- | --------------------------- |
| 189301 -            | 2005 WA44                | 21 novembre 2005  | CSS                         |
| 189302 -            | 2005 WW81                | 28 novembre 2005  | LINEAR                      |
| 189303 -            | 2005 WV90                | 28 novembre 2005  | LINEAR                      |
| 189304 -            | 2005 WN115               | 29 novembre 2005  | Mount Lemmon Survey         |
| 189305 -            | 2005 WT190               | 21 novembre 2005  | LONEOS                      |
| 189306 -            | 2005 XO29                | 6 dicembre 2005   | CSS                         |
| 189307 -            | 2005 YW130               | 25 dicembre 2005  | Mount Lemmon Survey         |
| 189308 -            | 2005 YB185               | 27 dicembre 2005  | Spacewatch                  |
| 189309 -            | 2005 YJ213               | 29 dicembre 2005  | LINEAR                      |
| 189310 Polydamas    | 2006 AJ82                | 3 gennaio 2006    | Ferrin, I. R.               |
| 189311 -            | 2006 BL126               | 26 gennaio 2006   | Spacewatch                  |
| 189312 Jameyszalay  | 2006 JN62                | 1 maggio 2006     | Buie, M. W.                 |
| 189313 -            | 2006 SA73                | 19 settembre 2006 | Spacewatch                  |
| 189314 -            | 2006 TK23                | 11 ottobre 2006   | Spacewatch                  |
| 189315 -            | 2006 UV11                | 17 ottobre 2006   | Mount Lemmon Survey         |
| 189316 -            | 2006 UQ336               | 21 ottobre 2006   | Mount Lemmon Survey         |
| 189317 -            | 2006 WE88                | 18 novembre 2006  | Mount Lemmon Survey         |
| 189318 -            | 2006 WM201               | 22 novembre 2006  | Mount Lemmon Survey         |
| 189319 -            | 2006 XH71                | 13 dicembre 2006  | Spacewatch                  |
| 189320 Lakitsferenc | 2006 YC14                | 22 dicembre 2006  | Sárneczky, K.               |
| 189321 -            | 2006 YW47                | 24 dicembre 2006  | CSS                         |
| 189322 -            | 2007 AL1                 | 8 gennaio 2007    | Mount Lemmon Survey         |
| 189323 -            | 2007 AO14                | 9 gennaio 2007    | Mount Lemmon Survey         |
| 189324 -            | 2007 AN28                | 9 gennaio 2007    | Spacewatch                  |
| 189325 -            | 2007 AA29                | 10 gennaio 2007   | Spacewatch                  |
| 189326 -            | 2007 BN1                 | 16 gennaio 2007   | CSS                         |
| 189327 -            | 2007 BP68                | 27 gennaio 2007   | Mount Lemmon Survey         |
| 189328 -            | 2007 CW53                | 15 febbraio 2007  | NEAT                        |
| 189329 -            | 2007 DU46                | 21 febbraio 2007  | LINEAR                      |
| 189330 -            | 2007 DS56                | 21 febbraio 2007  | Mount Lemmon Survey         |
| 189331 -            | 2007 DR77                | 22 febbraio 2007  | LINEAR                      |
| 189332 -            | 2007 EW39                | 10 marzo 2007     | Mount Lemmon Survey         |
| 189333 -            | 2007 EJ79                | 10 marzo 2007     | Spacewatch                  |
| 189334 -            | 2007 GM56                | 15 aprile 2007    | Spacewatch                  |
| 189335 -            | 2007 HS61                | 22 aprile 2007    | CSS                         |
| 189336 -            | 2007 TF426               | 9 ottobre 2007    | Spacewatch                  |
| 189337 -            | 2007 TM426               | 9 ottobre 2007    | Mount Lemmon Survey         |
| 189338 -            | 2007 VZ26                | 2 novembre 2007   | Mount Lemmon Survey         |
| 189339 -            | 2007 VK85                | 2 novembre 2007   | LINEAR                      |
| 189340 -            | 2007 VD265               | 13 novembre 2007  | Spacewatch                  |
| 189341 -            | 2007 VJ309               | 12 novembre 2007  | CSS                         |
| 189342 -            | 2007 VY310               | 8 novembre 2007   | Mount Lemmon Survey         |
| 189343 -            | 2007 WW57                | 18 novembre 2007  | Spacewatch                  |
| 189344 -            | 2007 XO53                | 14 dicembre 2007  | Mount Lemmon Survey         |
| 189345 -            | 2007 YG64                | 31 dicembre 2007  | Mount Lemmon Survey         |
| 189346 -            | 2008 AP114               | 10 gennaio 2008   | Spacewatch                  |
| 189347 Qian         | 2008 BQ15                | 28 gennaio 2008   | Ye, Q.-z.                   |
| 189348 -            | 2008 BR43                | 30 gennaio 2008   | CSS                         |
| 189349 -            | 2008 CX191               | 2 febbraio 2008   | Spacewatch                  |
| 189350 -            | 2008 CJ194               | 10 febbraio 2008  | Mount Lemmon Survey         |
| 189351 -            | 2008 CX194               | 13 febbraio 2008  | Mount Lemmon Survey         |
| 189352 -            | 2008 CS196               | 7 febbraio 2008   | Mount Lemmon Survey         |
| 189353 -            | 2008 CG198               | 11 febbraio 2008  | Mount Lemmon Survey         |
| 189354 -            | 2008 DL11                | 26 febbraio 2008  | Spacewatch                  |
| 189355 -            | 2008 DS14                | 26 febbraio 2008  | Mount Lemmon Survey         |
| 189356 -            | 2008 DF16                | 27 febbraio 2008  | CSS                         |
| 189357 -            | 2008 DF38                | 27 febbraio 2008  | Spacewatch                  |
| 189358 -            | 2008 DX38                | 27 febbraio 2008  | Mount Lemmon Survey         |
| 189359 -            | 2008 DB39                | 27 febbraio 2008  | Mount Lemmon Survey         |
| 189360 -            | 2008 DQ39                | 27 febbraio 2008  | Mount Lemmon Survey         |
| 189361 -            | 2008 DP81                | 27 febbraio 2008  | Mount Lemmon Survey         |
| 189362 -            | 2008 DC83                | 28 febbraio 2008  | Mount Lemmon Survey         |
| 189363 -            | 2008 EV35                | 3 marzo 2008      | Spacewatch                  |
| 189364 -            | 2008 EM112               | 8 marzo 2008      | Spacewatch                  |
| 189365 -            | 2008 EL147               | 1 marzo 2008      | Spacewatch                  |
| 189366 -            | 2008 EU147               | 1 marzo 2008      | Spacewatch                  |
| 189367 -            | 2008 EG149               | 4 marzo 2008      | Spacewatch                  |
| 189368 -            | 2008 ER149               | 5 marzo 2008      | Spacewatch                  |
| 189369 -            | 2008 EO150               | 10 marzo 2008     | Siding Spring Survey        |
| 189370 -            | 2008 EG151               | 13 marzo 2008     | CSS                         |
| 189371 -            | 2008 EU152               | 11 marzo 2008     | Spacewatch                  |
| 189372 -            | 2008 ES153               | 13 marzo 2008     | CSS                         |
| 189373 -            | 2008 FG26                | 27 marzo 2008     | Mount Lemmon Survey         |
| 189374 -            | 2008 FQ69                | 28 marzo 2008     | Mount Lemmon Survey         |
| 189375 -            | 2008 FD70                | 28 marzo 2008     | Spacewatch                  |
| 189376 -            | 2008 FS78                | 27 marzo 2008     | Mount Lemmon Survey         |
| 189377 -            | 2008 FU78                | 27 marzo 2008     | Mount Lemmon Survey         |
| 189378 -            | 2008 FL102               | 30 marzo 2008     | Spacewatch                  |
| 189379 -            | 2008 FP103               | 30 marzo 2008     | Spacewatch                  |
| 189380 -            | 2008 FF123               | 28 marzo 2008     | Mount Lemmon Survey         |
| 189381 -            | 2008 FJ126               | 28 marzo 2008     | Mount Lemmon Survey         |
| 189382 -            | 2008 GF25                | 1 aprile 2008     | Mount Lemmon Survey         |
| 189383 -            | 2008 GE27                | 3 aprile 2008     | Spacewatch                  |
| 189384 -            | 2008 GN38                | 3 aprile 2008     | Mount Lemmon Survey         |
| 189385 -            | 2008 GF39                | 3 aprile 2008     | Spacewatch                  |
| 189386 -            | 2008 GX49                | 5 aprile 2008     | Spacewatch                  |
| 189387 -            | 2008 GL83                | 8 aprile 2008     | Spacewatch                  |
| 189388 -            | 2008 GY96                | 8 aprile 2008     | Spacewatch                  |
| 189389 -            | 2008 GN109               | 13 aprile 2008    | Mount Lemmon Survey         |
| 189390 -            | 2008 GQ124               | 14 aprile 2008    | Mount Lemmon Survey         |
| 189391 -            | 2008 HQ12                | 24 aprile 2008    | Spacewatch                  |
| 189392 -            | 2008 HD39                | 26 aprile 2008    | Mount Lemmon Survey         |
| 189393 -            | 2008 HP39                | 26 aprile 2008    | Mount Lemmon Survey         |
| 189394 -            | 2008 HU44                | 28 aprile 2008    | Spacewatch                  |
| 189395 -            | 2008 HL57                | 30 aprile 2008    | Spacewatch                  |
| 189396 Sielewicz    | 2008 JB6                 | 2 maggio 2008     | Cernis, K., Zdanavicius, J. |
| 189397 -            | 2008 JM18                | 4 maggio 2008     | Spacewatch                  |
| 189398 Soemmerring  | 2008 JG20                | 7 maggio 2008     | Karge, S., Kling, R.        |
| 189399 -            | 2008 JV21                | 5 maggio 2008     | Mount Lemmon Survey         |
| 189400 -            | 2008 JY34                | 7 maggio 2008     | Siding Spring Survey        |

## 189401-189500
| Nome     | Designazione provvisoria | Data di scoperta  | Scopritore                                                |
| -------- | ------------------------ | ----------------- | --------------------------------------------------------- |
| 189401 - | 2008 KH4                 | 27 maggio 2008    | Spacewatch                                                |
| 189402 - | 2008 KG7                 | 26 maggio 2008    | Spacewatch                                                |
| 189403 - | 2008 KW13                | 27 maggio 2008    | Spacewatch                                                |
| 189404 - | 2008 KV31                | 29 maggio 2008    | Spacewatch                                                |
| 189405 - | 2008 KP35                | 27 maggio 2008    | Spacewatch                                                |
| 189406 - | 4835 P-L                 | 24 settembre 1960 | van Houten, C. J., van Houten-Groeneveld, I., Gehrels, T. |
| 189407 - | 3283 T-2                 | 30 settembre 1973 | van Houten, C. J., van Houten-Groeneveld, I., Gehrels, T. |
| 189408 - | 1989 CA3                 | 4 febbraio 1989   | Elst, E. W.                                               |
| 189409 - | 1992 SC10                | 27 settembre 1992 | Spacewatch                                                |
| 189410 - | 1993 FO51                | 17 marzo 1993     | UESAC                                                     |
| 189411 - | 1993 TZ26                | 9 ottobre 1993    | Elst, E. W.                                               |
| 189412 - | 1993 TZ43                | 10 ottobre 1993   | Debehogne, H., Elst, E. W.                                |
| 189413 - | 1994 PA16                | 10 agosto 1994    | Elst, E. W.                                               |
| 189414 - | 1994 UG6                 | 28 ottobre 1994   | Spacewatch                                                |
| 189415 - | 1995 UF18                | 18 ottobre 1995   | Spacewatch                                                |
| 189416 - | 1995 WU14                | 17 novembre 1995  | Spacewatch                                                |
| 189417 - | 1996 BG10                | 21 gennaio 1996   | Spacewatch                                                |
| 189418 - | 1996 EL6                 | 11 marzo 1996     | Spacewatch                                                |
| 189419 - | 1996 EY9                 | 12 marzo 1996     | Spacewatch                                                |
| 189420 - | 1996 GJ10                | 13 aprile 1996    | Spacewatch                                                |
| 189421 - | 1997 LK5                 | 8 giugno 1997     | Spacewatch                                                |
| 189422 - | 1997 OB2                 | 29 luglio 1997    | Lopez, A., Pacheco, R.                                    |
| 189423 - | 1997 PP2                 | 7 agosto 1997     | Williams, K. A.                                           |
| 189424 - | 1997 SK2                 | 25 settembre 1997 | Klet                                                      |
| 189425 - | 1997 SF9                 | 27 settembre 1997 | Spacewatch                                                |
| 189426 - | 1997 SF33                | 30 settembre 1997 | Spacewatch                                                |
| 189427 - | 1997 TE5                 | 1 ottobre 1997    | ODAS                                                      |
| 189428 - | 1998 HB2                 | 19 aprile 1998    | Spacewatch                                                |
| 189429 - | 1998 HS118               | 23 aprile 1998    | LINEAR                                                    |
| 189430 - | 1998 HH145               | 21 aprile 1998    | LINEAR                                                    |
| 189431 - | 1998 OV5                 | 29 luglio 1998    | ODAS                                                      |
| 189432 - | 1998 QJ29                | 22 agosto 1998    | Beijing Schmidt CCD Asteroid Program                      |
| 189433 - | 1998 QR49                | 17 agosto 1998    | LINEAR                                                    |
| 189434 - | 1998 QR87                | 24 agosto 1998    | LINEAR                                                    |
| 189435 - | 1998 QH104               | 26 agosto 1998    | Elst, E. W.                                               |
| 189436 - | 1998 RN42                | 14 settembre 1998 | LINEAR                                                    |
| 189437 - | 1998 RS46                | 14 settembre 1998 | LINEAR                                                    |
| 189438 - | 1998 RO62                | 14 settembre 1998 | LINEAR                                                    |
| 189439 - | 1998 SR34                | 26 settembre 1998 | LINEAR                                                    |
| 189440 - | 1998 SZ42                | 20 settembre 1998 | Beijing Schmidt CCD Asteroid Program                      |
| 189441 - | 1998 SG84                | 26 settembre 1998 | LINEAR                                                    |
| 189442 - | 1998 SP93                | 26 settembre 1998 | LINEAR                                                    |
| 189443 - | 1998 SP122               | 26 settembre 1998 | LINEAR                                                    |
| 189444 - | 1998 SG154               | 26 settembre 1998 | LINEAR                                                    |
| 189445 - | 1998 TJ7                 | 15 ottobre 1998   | CSS                                                       |
| 189446 - | 1998 VV8                 | 10 novembre 1998  | LINEAR                                                    |
| 189447 - | 1998 WK7                 | 23 novembre 1998  | LINEAR                                                    |
| 189448 - | 1998 WV27                | 18 novembre 1998  | Spacewatch                                                |
| 189449 - | 1998 XV28                | 14 dicembre 1998  | LINEAR                                                    |
| 189450 - | 1999 BT28                | 18 gennaio 1999   | Spacewatch                                                |
| 189451 - | 1999 ED                  | 9 marzo 1999      | Comba, P. G.                                              |
| 189452 - | 1999 EZ7                 | 12 marzo 1999     | Spacewatch                                                |
| 189453 - | 1999 FX96                | 19 marzo 1999     | Spacewatch                                                |
| 189454 - | 1999 JL100               | 12 maggio 1999    | LINEAR                                                    |
| 189455 - | 1999 NH57                | 12 luglio 1999    | LINEAR                                                    |
| 189456 - | 1999 RX3                 | 4 settembre 1999  | CSS                                                       |
| 189457 - | 1999 RS30                | 8 settembre 1999  | LINEAR                                                    |
| 189458 - | 1999 RO31                | 4 settembre 1999  | Šarounová, L.                                             |
| 189459 - | 1999 RC85                | 7 settembre 1999  | LINEAR                                                    |
| 189460 - | 1999 RQ98                | 7 settembre 1999  | LINEAR                                                    |
| 189461 - | 1999 RA121               | 9 settembre 1999  | LINEAR                                                    |
| 189462 - | 1999 RC140               | 9 settembre 1999  | LINEAR                                                    |
| 189463 - | 1999 RL141               | 9 settembre 1999  | LINEAR                                                    |
| 189464 - | 1999 RT167               | 9 settembre 1999  | LINEAR                                                    |
| 189465 - | 1999 RO200               | 8 settembre 1999  | LINEAR                                                    |
| 189466 - | 1999 RG202               | 8 settembre 1999  | LINEAR                                                    |
| 189467 - | 1999 RO219               | 4 settembre 1999  | CSS                                                       |
| 189468 - | 1999 RT223               | 7 settembre 1999  | CSS                                                       |
| 189469 - | 1999 SH9                 | 29 settembre 1999 | LINEAR                                                    |
| 189470 - | 1999 TB8                 | 7 ottobre 1999    | Crni Vrh                                                  |
| 189471 - | 1999 TU76                | 10 ottobre 1999   | Spacewatch                                                |
| 189472 - | 1999 TS160               | 9 ottobre 1999    | LINEAR                                                    |
| 189473 - | 1999 TK219               | 1 ottobre 1999    | CSS                                                       |
| 189474 - | 1999 TP219               | 1 ottobre 1999    | CSS                                                       |
| 189475 - | 1999 TS249               | 9 ottobre 1999    | CSS                                                       |
| 189476 - | 1999 TF256               | 9 ottobre 1999    | LINEAR                                                    |
| 189477 - | 1999 TT313               | 8 ottobre 1999    | Spacewatch                                                |
| 189478 - | 1999 UR7                 | 29 ottobre 1999   | CSS                                                       |
| 189479 - | 1999 UO9                 | 31 ottobre 1999   | LINEAR                                                    |
| 189480 - | 1999 UG23                | 28 ottobre 1999   | CSS                                                       |
| 189481 - | 1999 UD38                | 17 ottobre 1999   | Spacewatch                                                |
| 189482 - | 1999 UT47                | 30 ottobre 1999   | CSS                                                       |
| 189483 - | 1999 VG76                | 5 novembre 1999   | Spacewatch                                                |
| 189484 - | 1999 VY159               | 14 novembre 1999  | LINEAR                                                    |
| 189485 - | 1999 VY164               | 14 novembre 1999  | LINEAR                                                    |
| 189486 - | 1999 XS8                 | 5 dicembre 1999   | LINEAR                                                    |
| 189487 - | 1999 XM79                | 7 dicembre 1999   | LINEAR                                                    |
| 189488 - | 1999 XS106               | 4 dicembre 1999   | CSS                                                       |
| 189489 - | 1999 XX216               | 13 dicembre 1999  | Spacewatch                                                |
| 189490 - | 1999 XT217               | 13 dicembre 1999  | Spacewatch                                                |
| 189491 - | 1999 XY224               | 13 dicembre 1999  | Spacewatch                                                |
| 189492 - | 1999 XZ253               | 12 dicembre 1999  | Spacewatch                                                |
| 189493 - | 1999 XL257               | 7 dicembre 1999   | LINEAR                                                    |
| 189494 - | 1999 YY3                 | 19 dicembre 1999  | LINEAR                                                    |
| 189495 - | 1999 YO6                 | 30 dicembre 1999  | LINEAR                                                    |
| 189496 - | 2000 AW36                | 3 gennaio 2000    | LINEAR                                                    |
| 189497 - | 2000 AQ44                | 5 gennaio 2000    | Spacewatch                                                |
| 189498 - | 2000 AW46                | 4 gennaio 2000    | LINEAR                                                    |
| 189499 - | 2000 AV92                | 3 gennaio 2000    | LINEAR                                                    |
| 189500 - | 2000 AK125               | 5 gennaio 2000    | LINEAR                                                    |

## 189501-189600
| Nome     | Designazione provvisoria | Data di scoperta  | Scopritore   |
| -------- | ------------------------ | ----------------- | ------------ |
| 189501 - | 2000 AU179               | 7 gennaio 2000    | LINEAR       |
| 189502 - | 2000 AZ217               | 8 gennaio 2000    | Spacewatch   |
| 189503 - | 2000 AH228               | 13 gennaio 2000   | Spacewatch   |
| 189504 - | 2000 CZ53                | 2 febbraio 2000   | LINEAR       |
| 189505 - | 2000 CF80                | 8 febbraio 2000   | Spacewatch   |
| 189506 - | 2000 CO117               | 2 febbraio 2000   | LINEAR       |
| 189507 - | 2000 DY7                 | 28 febbraio 2000  | Spacewatch   |
| 189508 - | 2000 DL14                | 28 febbraio 2000  | Spacewatch   |
| 189509 - | 2000 DZ20                | 29 febbraio 2000  | LINEAR       |
| 189510 - | 2000 DX53                | 29 febbraio 2000  | LINEAR       |
| 189511 - | 2000 DF76                | 29 febbraio 2000  | LINEAR       |
| 189512 - | 2000 ES22                | 3 marzo 2000      | Spacewatch   |
| 189513 - | 2000 GA49                | 5 aprile 2000     | LINEAR       |
| 189514 - | 2000 GU113               | 7 aprile 2000     | LINEAR       |
| 189515 - | 2000 GJ130               | 5 aprile 2000     | Spacewatch   |
| 189516 - | 2000 GJ155               | 6 aprile 2000     | LONEOS       |
| 189517 - | 2000 HL2                 | 25 aprile 2000    | Spacewatch   |
| 189518 - | 2000 HC4                 | 26 aprile 2000    | Spacewatch   |
| 189519 - | 2000 HB71                | 30 aprile 2000    | LONEOS       |
| 189520 - | 2000 KU71                | 28 maggio 2000    | LINEAR       |
| 189521 - | 2000 OB7                 | 30 luglio 2000    | Sposetti, S. |
| 189522 - | 2000 OH22                | 30 luglio 2000    | LINEAR       |
| 189523 - | 2000 OM31                | 30 luglio 2000    | LINEAR       |
| 189524 - | 2000 OV34                | 30 luglio 2000    | LINEAR       |
| 189525 - | 2000 PT3                 | 3 agosto 2000     | LINEAR       |
| 189526 - | 2000 PW4                 | 4 agosto 2000     | BATTeRS      |
| 189527 - | 2000 PX6                 | 4 agosto 2000     | LINEAR       |
| 189528 - | 2000 QL33                | 26 agosto 2000    | LINEAR       |
| 189529 - | 2000 QA34                | 24 agosto 2000    | LINEAR       |
| 189530 - | 2000 QH58                | 26 agosto 2000    | LINEAR       |
| 189531 - | 2000 QV70                | 29 agosto 2000    | LINEAR       |
| 189532 - | 2000 QK78                | 24 agosto 2000    | LINEAR       |
| 189533 - | 2000 QZ84                | 25 agosto 2000    | LINEAR       |
| 189534 - | 2000 QH92                | 25 agosto 2000    | LINEAR       |
| 189535 - | 2000 QS94                | 26 agosto 2000    | LINEAR       |
| 189536 - | 2000 QF95                | 26 agosto 2000    | LINEAR       |
| 189537 - | 2000 QX108               | 29 agosto 2000    | LINEAR       |
| 189538 - | 2000 QK118               | 25 agosto 2000    | LINEAR       |
| 189539 - | 2000 QG130               | 31 agosto 2000    | LINEAR       |
| 189540 - | 2000 QZ164               | 31 agosto 2000    | LINEAR       |
| 189541 - | 2000 QJ173               | 31 agosto 2000    | LINEAR       |
| 189542 - | 2000 QM218               | 20 agosto 2000    | Spacewatch   |
| 189543 - | 2000 RH                  | 1 settembre 2000  | LINEAR       |
| 189544 - | 2000 RV11                | 3 settembre 2000  | LINEAR       |
| 189545 - | 2000 RT36                | 2 settembre 2000  | LINEAR       |
| 189546 - | 2000 RW36                | 2 settembre 2000  | LINEAR       |
| 189547 - | 2000 RN44                | 3 settembre 2000  | LINEAR       |
| 189548 - | 2000 RJ47                | 3 settembre 2000  | LINEAR       |
| 189549 - | 2000 RA67                | 1 settembre 2000  | LINEAR       |
| 189550 - | 2000 RD70                | 2 settembre 2000  | LINEAR       |
| 189551 - | 2000 RF74                | 2 settembre 2000  | LINEAR       |
| 189552 - | 2000 RL77                | 6 settembre 2000  | LINEAR       |
| 189553 - | 2000 ST2                 | 20 settembre 2000 | NEAT         |
| 189554 - | 2000 SO26                | 23 settembre 2000 | LINEAR       |
| 189555 - | 2000 SY37                | 24 settembre 2000 | LINEAR       |
| 189556 - | 2000 SQ47                | 23 settembre 2000 | LINEAR       |
| 189557 - | 2000 SU76                | 24 settembre 2000 | LINEAR       |
| 189558 - | 2000 SL81                | 24 settembre 2000 | LINEAR       |
| 189559 - | 2000 SY90                | 22 settembre 2000 | LINEAR       |
| 189560 - | 2000 SW92                | 23 settembre 2000 | LINEAR       |
| 189561 - | 2000 SN115               | 24 settembre 2000 | LINEAR       |
| 189562 - | 2000 SX212               | 25 settembre 2000 | LINEAR       |
| 189563 - | 2000 SG222               | 26 settembre 2000 | LINEAR       |
| 189564 - | 2000 SG245               | 24 settembre 2000 | LINEAR       |
| 189565 - | 2000 SG273               | 28 settembre 2000 | LINEAR       |
| 189566 - | 2000 SQ278               | 30 settembre 2000 | LINEAR       |
| 189567 - | 2000 SW310               | 26 settembre 2000 | LINEAR       |
| 189568 - | 2000 SN311               | 27 settembre 2000 | LINEAR       |
| 189569 - | 2000 SQ312               | 27 settembre 2000 | LINEAR       |
| 189570 - | 2000 SW316               | 30 settembre 2000 | LINEAR       |
| 189571 - | 2000 SX317               | 30 settembre 2000 | LINEAR       |
| 189572 - | 2000 SV351               | 29 settembre 2000 | LONEOS       |
| 189573 - | 2000 TV23                | 2 ottobre 2000    | LINEAR       |
| 189574 - | 2000 TT43                | 1 ottobre 2000    | LINEAR       |
| 189575 - | 2000 UG14                | 24 ottobre 2000   | LINEAR       |
| 189576 - | 2000 UT29                | 25 ottobre 2000   | LINEAR       |
| 189577 - | 2000 UR42                | 24 ottobre 2000   | LINEAR       |
| 189578 - | 2000 US60                | 25 ottobre 2000   | LINEAR       |
| 189579 - | 2000 UC68                | 25 ottobre 2000   | LINEAR       |
| 189580 - | 2000 UX69                | 25 ottobre 2000   | LINEAR       |
| 189581 - | 2000 UL76                | 30 ottobre 2000   | LINEAR       |
| 189582 - | 2000 VC14                | 1 novembre 2000   | LINEAR       |
| 189583 - | 2000 VT34                | 1 novembre 2000   | LINEAR       |
| 189584 - | 2000 VR54                | 3 novembre 2000   | LINEAR       |
| 189585 - | 2000 VW54                | 3 novembre 2000   | LINEAR       |
| 189586 - | 2000 WC5                 | 19 novembre 2000  | LINEAR       |
| 189587 - | 2000 WR7                 | 20 novembre 2000  | LINEAR       |
| 189588 - | 2000 WY7                 | 20 novembre 2000  | LINEAR       |
| 189589 - | 2000 WO16                | 21 novembre 2000  | LINEAR       |
| 189590 - | 2000 WP24                | 20 novembre 2000  | LINEAR       |
| 189591 - | 2000 WY37                | 20 novembre 2000  | LINEAR       |
| 189592 - | 2000 WP39                | 20 novembre 2000  | LINEAR       |
| 189593 - | 2000 WL73                | 20 novembre 2000  | LINEAR       |
| 189594 - | 2000 WG79                | 20 novembre 2000  | LINEAR       |
| 189595 - | 2000 WU86                | 20 novembre 2000  | LINEAR       |
| 189596 - | 2000 WR98                | 21 novembre 2000  | LINEAR       |
| 189597 - | 2000 WG119               | 20 novembre 2000  | LINEAR       |
| 189598 - | 2000 WG120               | 20 novembre 2000  | LINEAR       |
| 189599 - | 2000 WD126               | 30 novembre 2000  | LINEAR       |
| 189600 - | 2000 WE139               | 21 novembre 2000  | LINEAR       |

## 189601-189700
| Nome     | Designazione provvisoria | Data di scoperta  | Scopritore                     |
| -------- | ------------------------ | ----------------- | ------------------------------ |
| 189601 - | 2000 WR155               | 30 novembre 2000  | LINEAR                         |
| 189602 - | 2000 XC2                 | 1 dicembre 2000   | LINEAR                         |
| 189603 - | 2000 XN5                 | 1 dicembre 2000   | LINEAR                         |
| 189604 - | 2000 XE17                | 1 dicembre 2000   | LINEAR                         |
| 189605 - | 2000 XG23                | 4 dicembre 2000   | LINEAR                         |
| 189606 - | 2000 XV31                | 4 dicembre 2000   | LINEAR                         |
| 189607 - | 2000 XR36                | 5 dicembre 2000   | LINEAR                         |
| 189608 - | 2000 XX36                | 5 dicembre 2000   | LINEAR                         |
| 189609 - | 2000 XX39                | 5 dicembre 2000   | LINEAR                         |
| 189610 - | 2000 YE44                | 30 dicembre 2000  | LINEAR                         |
| 189611 - | 2000 YE49                | 30 dicembre 2000  | LINEAR                         |
| 189612 - | 2000 YM97                | 30 dicembre 2000  | LINEAR                         |
| 189613 - | 2000 YD100               | 25 dicembre 2000  | NEAT                           |
| 189614 - | 2000 YV143               | 19 dicembre 2000  | NEAT                           |
| 189615 - | 2001 AF25                | 4 gennaio 2001    | LINEAR                         |
| 189616 - | 2001 BQ17                | 19 gennaio 2001   | LINEAR                         |
| 189617 - | 2001 BV23                | 20 gennaio 2001   | LINEAR                         |
| 189618 - | 2001 BD41                | 24 gennaio 2001   | LINEAR                         |
| 189619 - | 2001 BW57                | 29 gennaio 2001   | Roe, J. M.                     |
| 189620 - | 2001 BH63                | 29 gennaio 2001   | LINEAR                         |
| 189621 - | 2001 CL6                 | 1 febbraio 2001   | LINEAR                         |
| 189622 - | 2001 DZ52                | 17 febbraio 2001  | LINEAR                         |
| 189623 - | 2001 DK63                | 19 febbraio 2001  | LINEAR                         |
| 189624 - | 2001 DF82                | 22 febbraio 2001  | Spacewatch                     |
| 189625 - | 2001 FX107               | 18 marzo 2001     | LONEOS                         |
| 189626 - | 2001 HV25                | 26 aprile 2001    | Spacewatch                     |
| 189627 - | 2001 HJ54                | 24 aprile 2001    | LINEAR                         |
| 189628 - | 2001 KE4                 | 17 maggio 2001    | LINEAR                         |
| 189629 - | 2001 KH43                | 22 maggio 2001    | LINEAR                         |
| 189630 - | 2001 LE6                 | 15 giugno 2001    | NEAT                           |
| 189631 - | 2001 LX8                 | 15 giugno 2001    | LINEAR                         |
| 189632 - | 2001 NK5                 | 13 luglio 2001    | NEAT                           |
| 189633 - | 2001 OW6                 | 17 luglio 2001    | LONEOS                         |
| 189634 - | 2001 OV14                | 20 luglio 2001    | LINEAR                         |
| 189635 - | 2001 OW18                | 17 luglio 2001    | NEAT                           |
| 189636 - | 2001 OY18                | 17 luglio 2001    | NEAT                           |
| 189637 - | 2001 OT20                | 21 luglio 2001    | LONEOS                         |
| 189638 - | 2001 OP21                | 21 luglio 2001    | LONEOS                         |
| 189639 - | 2001 OA25                | 16 luglio 2001    | NEAT                           |
| 189640 - | 2001 OO47                | 16 luglio 2001    | LONEOS                         |
| 189641 - | 2001 OW48                | 16 luglio 2001    | NEAT                           |
| 189642 - | 2001 OA66                | 22 luglio 2001    | LINEAR                         |
| 189643 - | 2001 OH70                | 19 luglio 2001    | LONEOS                         |
| 189644 - | 2001 OM70                | 19 luglio 2001    | LONEOS                         |
| 189645 - | 2001 OQ85                | 20 luglio 2001    | LINEAR                         |
| 189646 - | 2001 OB91                | 25 luglio 2001    | NEAT                           |
| 189647 - | 2001 OB97                | 25 luglio 2001    | NEAT                           |
| 189648 - | 2001 OV102               | 29 luglio 2001    | LONEOS                         |
| 189649 - | 2001 OS106               | 29 luglio 2001    | LINEAR                         |
| 189650 - | 2001 OA107               | 29 luglio 2001    | LINEAR                         |
| 189651 - | 2001 PU4                 | 6 agosto 2001     | NEAT                           |
| 189652 - | 2001 PE26                | 11 agosto 2001    | NEAT                           |
| 189653 - | 2001 PR52                | 15 agosto 2001    | NEAT                           |
| 189654 - | 2001 QB11                | 16 agosto 2001    | LINEAR                         |
| 189655 - | 2001 QK36                | 16 agosto 2001    | LINEAR                         |
| 189656 - | 2001 QZ50                | 16 agosto 2001    | LINEAR                         |
| 189657 - | 2001 QB54                | 16 agosto 2001    | LINEAR                         |
| 189658 - | 2001 QQ97                | 17 agosto 2001    | LINEAR                         |
| 189659 - | 2001 QG115               | 17 agosto 2001    | LINEAR                         |
| 189660 - | 2001 QV135               | 22 agosto 2001    | LINEAR                         |
| 189661 - | 2001 QL155               | 23 agosto 2001    | LONEOS                         |
| 189662 - | 2001 QR170               | 24 agosto 2001    | LINEAR                         |
| 189663 - | 2001 QO188               | 22 agosto 2001    | Spacewatch                     |
| 189664 - | 2001 QW233               | 24 agosto 2001    | LINEAR                         |
| 189665 - | 2001 RY6                 | 10 settembre 2001 | Yeung, W. K. Y.                |
| 189666 - | 2001 RF50                | 10 settembre 2001 | LINEAR                         |
| 189667 - | 2001 RN64                | 10 settembre 2001 | LINEAR                         |
| 189668 - | 2001 RJ80                | 12 settembre 2001 | NEAT                           |
| 189669 - | 2001 RK83                | 11 settembre 2001 | LONEOS                         |
| 189670 - | 2001 RB100               | 12 settembre 2001 | LINEAR                         |
| 189671 - | 2001 RW129               | 12 settembre 2001 | LINEAR                         |
| 189672 - | 2001 RT136               | 12 settembre 2001 | LINEAR                         |
| 189673 - | 2001 RK155               | 12 settembre 2001 | LINEAR                         |
| 189674 - | 2001 SN22                | 16 settembre 2001 | LINEAR                         |
| 189675 - | 2001 SF28                | 16 settembre 2001 | LINEAR                         |
| 189676 - | 2001 SC35                | 16 settembre 2001 | LINEAR                         |
| 189677 - | 2001 SU39                | 16 settembre 2001 | LINEAR                         |
| 189678 - | 2001 SM46                | 16 settembre 2001 | LINEAR                         |
| 189679 - | 2001 SP47                | 16 settembre 2001 | LINEAR                         |
| 189680 - | 2001 SX70                | 17 settembre 2001 | LINEAR                         |
| 189681 - | 2001 SV82                | 20 settembre 2001 | LINEAR                         |
| 189682 - | 2001 SV83                | 20 settembre 2001 | LINEAR                         |
| 189683 - | 2001 SR99                | 20 settembre 2001 | LINEAR                         |
| 189684 - | 2001 SY110               | 20 settembre 2001 | LINEAR                         |
| 189685 - | 2001 SY113               | 20 settembre 2001 | Yeung, W. K. Y.                |
| 189686 - | 2001 SB128               | 16 settembre 2001 | LINEAR                         |
| 189687 - | 2001 SC144               | 16 settembre 2001 | LINEAR                         |
| 189688 - | 2001 SU160               | 17 settembre 2001 | LINEAR                         |
| 189689 - | 2001 SN222               | 19 settembre 2001 | LINEAR                         |
| 189690 - | 2001 SY227               | 19 settembre 2001 | LINEAR                         |
| 189691 - | 2001 SU258               | 20 settembre 2001 | LINEAR                         |
| 189692 - | 2001 SR260               | 20 settembre 2001 | LINEAR                         |
| 189693 - | 2001 SO270               | 27 settembre 2001 | Juels, C. W., Holvorcem, P. R. |
| 189694 - | 2001 SF276               | 27 settembre 2001 | LINEAR                         |
| 189695 - | 2001 SH278               | 21 settembre 2001 | LONEOS                         |
| 189696 - | 2001 SQ280               | 21 settembre 2001 | LONEOS                         |
| 189697 - | 2001 TY3                 | 7 ottobre 2001    | NEAT                           |
| 189698 - | 2001 TG24                | 14 ottobre 2001   | LINEAR                         |
| 189699 - | 2001 TK29                | 14 ottobre 2001   | LINEAR                         |
| 189700 - | 2001 TA45                | 14 ottobre 2001   | LINEAR                         |

## 189701-189800
| Nome           | Designazione provvisoria | Data di scoperta | Scopritore               |
| -------------- | ------------------------ | ---------------- | ------------------------ |
| 189701 -       | 2001 TX52                | 13 ottobre 2001  | LINEAR                   |
| 189702 -       | 2001 TQ85                | 14 ottobre 2001  | LINEAR                   |
| 189703 -       | 2001 TS96                | 14 ottobre 2001  | LINEAR                   |
| 189704 -       | 2001 TN110               | 14 ottobre 2001  | LINEAR                   |
| 189705 -       | 2001 TP122               | 15 ottobre 2001  | LINEAR                   |
| 189706 -       | 2001 TE134               | 12 ottobre 2001  | NEAT                     |
| 189707 -       | 2001 TD148               | 10 ottobre 2001  | NEAT                     |
| 189708 -       | 2001 TH149               | 10 ottobre 2001  | NEAT                     |
| 189709 -       | 2001 TC158               | 10 ottobre 2001  | NEAT                     |
| 189710 -       | 2001 TH168               | 15 ottobre 2001  | LINEAR                   |
| 189711 -       | 2001 TT173               | 14 ottobre 2001  | LINEAR                   |
| 189712 -       | 2001 TE183               | 14 ottobre 2001  | LINEAR                   |
| 189713 -       | 2001 TD198               | 11 ottobre 2001  | Eskridge                 |
| 189714 -       | 2001 TL229               | 15 ottobre 2001  | NEAT                     |
| 189715 -       | 2001 UX12                | 24 ottobre 2001  | Yeung, W. K. Y.          |
| 189716 -       | 2001 UT14                | 24 ottobre 2001  | Yeung, W. K. Y.          |
| 189717 -       | 2001 UD41                | 17 ottobre 2001  | LINEAR                   |
| 189718 -       | 2001 UV46                | 17 ottobre 2001  | LINEAR                   |
| 189719 -       | 2001 UW96                | 17 ottobre 2001  | LINEAR                   |
| 189720 -       | 2001 UA155               | 23 ottobre 2001  | LINEAR                   |
| 189721 -       | 2001 UL158               | 23 ottobre 2001  | LINEAR                   |
| 189722 -       | 2001 UN167               | 19 ottobre 2001  | LINEAR                   |
| 189723 -       | 2001 UB178               | 24 ottobre 2001  | LINEAR                   |
| 189724 -       | 2001 VA13                | 10 novembre 2001 | LINEAR                   |
| 189725 -       | 2001 VB30                | 9 novembre 2001  | LINEAR                   |
| 189726 -       | 2001 VD55                | 10 novembre 2001 | LINEAR                   |
| 189727 -       | 2001 VJ77                | 9 novembre 2001  | NEAT                     |
| 189728 -       | 2001 VW110               | 12 novembre 2001 | LINEAR                   |
| 189729 -       | 2001 WV8                 | 17 novembre 2001 | LINEAR                   |
| 189730 -       | 2001 WW11                | 17 novembre 2001 | LINEAR                   |
| 189731 -       | 2001 WE47                | 16 novembre 2001 | NEAT                     |
| 189732 -       | 2001 WG60                | 19 novembre 2001 | LINEAR                   |
| 189733 -       | 2001 XU2                 | 8 dicembre 2001  | LINEAR                   |
| 189734 -       | 2001 XV16                | 9 dicembre 2001  | LINEAR                   |
| 189735 -       | 2001 XJ55                | 10 dicembre 2001 | LINEAR                   |
| 189736 -       | 2001 XP55                | 10 dicembre 2001 | LINEAR                   |
| 189737 -       | 2001 XA71                | 11 dicembre 2001 | LINEAR                   |
| 189738 -       | 2001 XO71                | 11 dicembre 2001 | LINEAR                   |
| 189739 -       | 2001 XV75                | 11 dicembre 2001 | LINEAR                   |
| 189740 -       | 2001 XA80                | 11 dicembre 2001 | LINEAR                   |
| 189741 -       | 2001 XG97                | 10 dicembre 2001 | LINEAR                   |
| 189742 -       | 2001 XM120               | 14 dicembre 2001 | LINEAR                   |
| 189743 -       | 2001 XZ134               | 14 dicembre 2001 | LINEAR                   |
| 189744 -       | 2001 XF199               | 14 dicembre 2001 | LINEAR                   |
| 189745 -       | 2001 XR240               | 15 dicembre 2001 | LINEAR                   |
| 189746 -       | 2001 YV41                | 18 dicembre 2001 | LINEAR                   |
| 189747 -       | 2001 YM45                | 18 dicembre 2001 | LINEAR                   |
| 189748 -       | 2001 YR52                | 18 dicembre 2001 | LINEAR                   |
| 189749 -       | 2001 YS84                | 18 dicembre 2001 | LINEAR                   |
| 189750 -       | 2001 YT109               | 18 dicembre 2001 | LINEAR                   |
| 189751 -       | 2001 YJ121               | 17 dicembre 2001 | LINEAR                   |
| 189752 -       | 2001 YB125               | 17 dicembre 2001 | LINEAR                   |
| 189753 -       | 2001 YS127               | 17 dicembre 2001 | LINEAR                   |
| 189754 -       | 2002 AB42                | 9 gennaio 2002   | LINEAR                   |
| 189755 -       | 2002 AM43                | 9 gennaio 2002   | LINEAR                   |
| 189756 -       | 2002 AN53                | 9 gennaio 2002   | LINEAR                   |
| 189757 -       | 2002 AE82                | 9 gennaio 2002   | LINEAR                   |
| 189758 -       | 2002 AA98                | 8 gennaio 2002   | LINEAR                   |
| 189759 -       | 2002 AT133               | 9 gennaio 2002   | LINEAR                   |
| 189760 -       | 2002 AK139               | 9 gennaio 2002   | LINEAR                   |
| 189761 -       | 2002 AR155               | 14 gennaio 2002  | LINEAR                   |
| 189762 -       | 2002 AF157               | 13 gennaio 2002  | LINEAR                   |
| 189763 -       | 2002 AV160               | 13 gennaio 2002  | LINEAR                   |
| 189764 -       | 2002 AS191               | 12 gennaio 2002  | Spacewatch               |
| 189765 -       | 2002 BC11                | 18 gennaio 2002  | LINEAR                   |
| 189766 -       | 2002 BK19                | 21 gennaio 2002  | NEAT                     |
| 189767 -       | 2002 CH3                 | 3 febbraio 2002  | NEAT                     |
| 189768 -       | 2002 CF40                | 6 febbraio 2002  | NEAT                     |
| 189769 -       | 2002 CT71                | 7 febbraio 2002  | LINEAR                   |
| 189770 -       | 2002 CL73                | 7 febbraio 2002  | LINEAR                   |
| 189771 -       | 2002 CY74                | 7 febbraio 2002  | LINEAR                   |
| 189772 -       | 2002 CQ78                | 7 febbraio 2002  | LINEAR                   |
| 189773 -       | 2002 CN123               | 7 febbraio 2002  | LINEAR                   |
| 189774 -       | 2002 CY124               | 7 febbraio 2002  | LINEAR                   |
| 189775 -       | 2002 CQ130               | 7 febbraio 2002  | LINEAR                   |
| 189776 -       | 2002 CM140               | 8 febbraio 2002  | LINEAR                   |
| 189777 -       | 2002 CK175               | 10 febbraio 2002 | LINEAR                   |
| 189778 -       | 2002 CW200               | 10 febbraio 2002 | LINEAR                   |
| 189779 -       | 2002 CJ203               | 10 febbraio 2002 | LINEAR                   |
| 189780 -       | 2002 CA275               | 8 febbraio 2002  | Spacewatch               |
| 189781 -       | 2002 CF278               | 7 febbraio 2002  | NEAT                     |
| 189782 -       | 2002 CX299               | 11 febbraio 2002 | LINEAR                   |
| 189783 -       | 2002 CC302               | 12 febbraio 2002 | LINEAR                   |
| 189784 -       | 2002 DE2                 | 19 febbraio 2002 | LINEAR                   |
| 189785 -       | 2002 DG3                 | 21 febbraio 2002 | LINEAR                   |
| 189786 -       | 2002 DX3                 | 22 febbraio 2002 | LINEAR                   |
| 189787 -       | 2002 EA2                 | 9 marzo 2002     | Bohyunsan                |
| 189788 -       | 2002 ER27                | 9 marzo 2002     | LINEAR                   |
| 189789 -       | 2002 EV46                | 11 marzo 2002    | NEAT                     |
| 189790 -       | 2002 EU127               | 12 marzo 2002    | NEAT                     |
| 189791 -       | 2002 EW140               | 12 marzo 2002    | NEAT                     |
| 189792 -       | 2002 EG141               | 12 marzo 2002    | NEAT                     |
| 189793 -       | 2002 ET148               | 15 marzo 2002    | NEAT                     |
| 189794 -       | 2002 EN154               | 13 marzo 2002    | LINEAR                   |
| 189795 McGehee | 2002 ER159               | 5 marzo 2002     | Sloan Digital Sky Survey |
| 189796 -       | 2002 GL2                 | 7 aprile 2002    | Spahr, T. B.             |
| 189797 -       | 2002 GV50                | 5 aprile 2002    | LONEOS                   |
| 189798 -       | 2002 GH131               | 12 aprile 2002   | LINEAR                   |
| 189799 -       | 2002 GL139               | 13 aprile 2002   | Spacewatch               |
| 189800 -       | 2002 GU149               | 14 aprile 2002   | LINEAR                   |

## 189801-189900
| Nome           | Designazione provvisoria | Data di scoperta  | Scopritore                  |
| -------------- | ------------------------ | ----------------- | --------------------------- |
| 189801 -       | 2002 JT45                | 9 maggio 2002     | LINEAR                      |
| 189802 -       | 2002 JH81                | 11 maggio 2002    | LINEAR                      |
| 189803 -       | 2002 JW87                | 11 maggio 2002    | LINEAR                      |
| 189804 -       | 2002 JH101               | 7 maggio 2002     | LINEAR                      |
| 189805 -       | 2002 JU114               | 13 maggio 2002    | LINEAR                      |
| 189806 -       | 2002 JX148               | 9 maggio 2002     | NEAT                        |
| 189807 -       | 2002 KR12                | 17 maggio 2002    | Spacewatch                  |
| 189808 -       | 2002 KU14                | 30 maggio 2002    | NEAT                        |
| 189809 -       | 2002 LO19                | 6 giugno 2002     | LINEAR                      |
| 189810 -       | 2002 LJ32                | 9 giugno 2002     | NEAT                        |
| 189811 -       | 2002 LB53                | 8 giugno 2002     | LINEAR                      |
| 189812 -       | 2002 NQ4                 | 9 luglio 2002     | CINEOS                      |
| 189813 -       | 2002 NB12                | 4 luglio 2002     | NEAT                        |
| 189814 -       | 2002 NU22                | 9 luglio 2002     | LINEAR                      |
| 189815 -       | 2002 NK28                | 12 luglio 2002    | NEAT                        |
| 189816 -       | 2002 NT28                | 13 luglio 2002    | NEAT                        |
| 189817 -       | 2002 NW30                | 8 luglio 2002     | NEAT                        |
| 189818 -       | 2002 NL33                | 13 luglio 2002    | LINEAR                      |
| 189819 -       | 2002 NC60                | 14 luglio 2002    | NEAT                        |
| 189820 -       | 2002 OG7                 | 20 luglio 2002    | NEAT                        |
| 189821 -       | 2002 OC18                | 18 luglio 2002    | LINEAR                      |
| 189822 -       | 2002 PR57                | 9 agosto 2002     | LINEAR                      |
| 189823 -       | 2002 PU76                | 11 agosto 2002    | NEAT                        |
| 189824 -       | 2002 PE99                | 14 agosto 2002    | LINEAR                      |
| 189825 -       | 2002 QC16                | 26 agosto 2002    | NEAT                        |
| 189826 -       | 2002 RN177               | 13 settembre 2002 | NEAT                        |
| 189827 -       | 2002 TE53                | 2 ottobre 2002    | LINEAR                      |
| 189828 -       | 2002 TD266               | 10 ottobre 2002   | LINEAR                      |
| 189829 -       | 2002 VQ6                 | 5 novembre 2002   | LINEAR                      |
| 189830 -       | 2002 VL14                | 5 novembre 2002   | NEAT                        |
| 189831 -       | 2002 VW94                | 13 novembre 2002  | LINEAR                      |
| 189832 -       | 2002 XL25                | 5 dicembre 2002   | LINEAR                      |
| 189833 -       | 2002 XD106               | 5 dicembre 2002   | LINEAR                      |
| 189834 -       | 2002 YL22                | 31 dicembre 2002  | LINEAR                      |
| 189835 -       | 2002 YJ27                | 31 dicembre 2002  | LINEAR                      |
| 189836 -       | 2003 AN29                | 4 gennaio 2003    | LINEAR                      |
| 189837 -       | 2003 AU51                | 5 gennaio 2003    | LINEAR                      |
| 189838 -       | 2003 AM79                | 11 gennaio 2003   | Spacewatch                  |
| 189839 -       | 2003 AQ83                | 4 gennaio 2003    | Deep Lens Survey            |
| 189840 -       | 2003 BC9                 | 26 gennaio 2003   | LONEOS                      |
| 189841 -       | 2003 BS14                | 26 gennaio 2003   | NEAT                        |
| 189842 -       | 2003 BA52                | 27 gennaio 2003   | LINEAR                      |
| 189843 -       | 2003 BK65                | 30 gennaio 2003   | LONEOS                      |
| 189844 -       | 2003 DO7                 | 22 febbraio 2003  | NEAT                        |
| 189845 -       | 2003 EA12                | 6 marzo 2003      | LINEAR                      |
| 189846 -       | 2003 ES30                | 6 marzo 2003      | NEAT                        |
| 189847 -       | 2003 EW34                | 7 marzo 2003      | LINEAR                      |
| 189848 Eivissa | 2003 FF2                 | 23 marzo 2003     | OAM                         |
| 189849 -       | 2003 FX3                 | 25 marzo 2003     | NEAT                        |
| 189850 -       | 2003 FE68                | 26 marzo 2003     | NEAT                        |
| 189851 -       | 2003 FT74                | 26 marzo 2003     | NEAT                        |
| 189852 -       | 2003 FB81                | 27 marzo 2003     | Spacewatch                  |
| 189853 -       | 2003 FF102               | 31 marzo 2003     | LINEAR                      |
| 189854 -       | 2003 FR105               | 26 marzo 2003     | NEAT                        |
| 189855 -       | 2003 GQ9                 | 2 aprile 2003     | LINEAR                      |
| 189856 -       | 2003 GV35                | 5 aprile 2003     | LONEOS                      |
| 189857 -       | 2003 GV55                | 4 aprile 2003     | Uppsala-DLR Asteroid Survey |
| 189858 -       | 2003 HX1                 | 23 aprile 2003    | Broughton, J.               |
| 189859 -       | 2003 HB17                | 24 aprile 2003    | LONEOS                      |
| 189860 -       | 2003 HF27                | 27 aprile 2003    | LONEOS                      |
| 189861 -       | 2003 HW34                | 26 aprile 2003    | Spacewatch                  |
| 189862 -       | 2003 HB38                | 28 aprile 2003    | Spacewatch                  |
| 189863 -       | 2003 HC52                | 30 aprile 2003    | Spacewatch                  |
| 189864 -       | 2003 JO9                 | 2 maggio 2003     | LINEAR                      |
| 189865 -       | 2003 NC                  | 1 luglio 2003     | LINEAR                      |
| 189866 -       | 2003 PK1                 | 1 agosto 2003     | NEAT                        |
| 189867 -       | 2003 QV2                 | 19 agosto 2003    | CINEOS                      |
| 189868 -       | 2003 QW3                 | 18 agosto 2003    | NEAT                        |
| 189869 -       | 2003 QO15                | 20 agosto 2003    | NEAT                        |
| 189870 -       | 2003 QO21                | 22 agosto 2003    | NEAT                        |
| 189871 -       | 2003 QV22                | 20 agosto 2003    | NEAT                        |
| 189872 -       | 2003 QY22                | 20 agosto 2003    | NEAT                        |
| 189873 -       | 2003 QO31                | 21 agosto 2003    | NEAT                        |
| 189874 -       | 2003 QY47                | 20 agosto 2003    | NEAT                        |
| 189875 -       | 2003 QT60                | 23 agosto 2003    | LINEAR                      |
| 189876 -       | 2003 QE64                | 23 agosto 2003    | LINEAR                      |
| 189877 -       | 2003 QR94                | 28 agosto 2003    | NEAT                        |
| 189878 -       | 2003 QV95                | 30 agosto 2003    | NEAT                        |
| 189879 -       | 2003 RT                  | 2 settembre 2003  | LINEAR                      |
| 189880 -       | 2003 RV4                 | 3 settembre 2003  | NEAT                        |
| 189881 -       | 2003 RG11                | 13 settembre 2003 | NEAT                        |
| 189882 -       | 2003 RZ12                | 14 settembre 2003 | NEAT                        |
| 189883 -       | 2003 RV13                | 15 settembre 2003 | NEAT                        |
| 189884 -       | 2003 RF16                | 15 settembre 2003 | NEAT                        |
| 189885 -       | 2003 RO17                | 15 settembre 2003 | NEAT                        |
| 189886 -       | 2003 RY17                | 15 settembre 2003 | NEAT                        |
| 189887 -       | 2003 RF22                | 14 settembre 2003 | NEAT                        |
| 189888 -       | 2003 SQ17                | 17 settembre 2003 | Uppsala-DLR Asteroid Survey |
| 189889 -       | 2003 SF25                | 17 settembre 2003 | NEAT                        |
| 189890 -       | 2003 SY25                | 17 settembre 2003 | NEAT                        |
| 189891 -       | 2003 SR28                | 18 settembre 2003 | NEAT                        |
| 189892 -       | 2003 SZ29                | 18 settembre 2003 | NEAT                        |
| 189893 -       | 2003 SZ35                | 18 settembre 2003 | LINEAR                      |
| 189894 -       | 2003 SX38                | 16 settembre 2003 | NEAT                        |
| 189895 -       | 2003 SD40                | 16 settembre 2003 | NEAT                        |
| 189896 -       | 2003 SU47                | 18 settembre 2003 | NEAT                        |
| 189897 -       | 2003 SS50                | 18 settembre 2003 | NEAT                        |
| 189898 -       | 2003 SO54                | 16 settembre 2003 | LONEOS                      |
| 189899 -       | 2003 SG55                | 16 settembre 2003 | LONEOS                      |
| 189900 -       | 2003 SD63                | 17 settembre 2003 | Spacewatch                  |

## 189901-190000
| Nome                 | Designazione provvisoria | Data di scoperta  | Scopritore                  |
| -------------------- | ------------------------ | ----------------- | --------------------------- |
| 189901 -             | 2003 SQ86                | 16 settembre 2003 | NEAT                        |
| 189902 -             | 2003 SN95                | 19 settembre 2003 | NEAT                        |
| 189903 -             | 2003 SW95                | 19 settembre 2003 | NEAT                        |
| 189904 -             | 2003 SM99                | 19 settembre 2003 | NEAT                        |
| 189905 -             | 2003 SO99                | 19 settembre 2003 | NEAT                        |
| 189906 -             | 2003 SU100               | 20 settembre 2003 | Yeung, W. K. Y.             |
| 189907 -             | 2003 SH108               | 20 settembre 2003 | NEAT                        |
| 189908 -             | 2003 SQ109               | 20 settembre 2003 | Spacewatch                  |
| 189909 -             | 2003 SB110               | 20 settembre 2003 | NEAT                        |
| 189910 -             | 2003 SO110               | 20 settembre 2003 | NEAT                        |
| 189911 -             | 2003 ST115               | 16 settembre 2003 | NEAT                        |
| 189912 -             | 2003 SJ117               | 16 settembre 2003 | Spacewatch                  |
| 189913 -             | 2003 SR117               | 16 settembre 2003 | NEAT                        |
| 189914 -             | 2003 SZ118               | 16 settembre 2003 | Spacewatch                  |
| 189915 -             | 2003 SM138               | 20 settembre 2003 | LINEAR                      |
| 189916 -             | 2003 SD141               | 19 settembre 2003 | NEAT                        |
| 189917 -             | 2003 SV141               | 20 settembre 2003 | CINEOS                      |
| 189918 -             | 2003 SH143               | 20 settembre 2003 | LINEAR                      |
| 189919 -             | 2003 SY144               | 19 settembre 2003 | NEAT                        |
| 189920 -             | 2003 SE150               | 17 settembre 2003 | LINEAR                      |
| 189921 -             | 2003 SW154               | 19 settembre 2003 | LONEOS                      |
| 189922 -             | 2003 SW160               | 17 settembre 2003 | Spacewatch                  |
| 189923 -             | 2003 SD169               | 23 settembre 2003 | NEAT                        |
| 189924 -             | 2003 SM172               | 18 settembre 2003 | LINEAR                      |
| 189925 -             | 2003 SC174               | 18 settembre 2003 | NEAT                        |
| 189926 -             | 2003 SP183               | 21 settembre 2003 | LINEAR                      |
| 189927 -             | 2003 SH191               | 18 settembre 2003 | NEAT                        |
| 189928 -             | 2003 SV191               | 19 settembre 2003 | NEAT                        |
| 189929 -             | 2003 SW191               | 19 settembre 2003 | NEAT                        |
| 189930 Jeanneherbert | 2003 SR200               | 22 settembre 2003 | Healy, D.                   |
| 189931 -             | 2003 SE202               | 22 settembre 2003 | LONEOS                      |
| 189932 -             | 2003 SX203               | 22 settembre 2003 | LONEOS                      |
| 189933 -             | 2003 SW208               | 23 settembre 2003 | NEAT                        |
| 189934 -             | 2003 SW213               | 26 settembre 2003 | NEAT                        |
| 189935 -             | 2003 SH230               | 24 settembre 2003 | NEAT                        |
| 189936 -             | 2003 SO243               | 28 settembre 2003 | Spacewatch                  |
| 189937 -             | 2003 SK270               | 24 settembre 2003 | NEAT                        |
| 189938 -             | 2003 SS275               | 29 settembre 2003 | LINEAR                      |
| 189939 -             | 2003 SF286               | 20 settembre 2003 | NEAT                        |
| 189940 -             | 2003 SV291               | 30 settembre 2003 | LINEAR                      |
| 189941 -             | 2003 SJ294               | 28 settembre 2003 | LINEAR                      |
| 189942 -             | 2003 SC297               | 18 settembre 2003 | NEAT                        |
| 189943 -             | 2003 SD297               | 18 settembre 2003 | NEAT                        |
| 189944 Leblanc       | 2003 TX                  | 3 ottobre 2003    | Young, J. W.                |
| 189945 Teddykareta   | 2003 TP3                 | 4 ottobre 2003    | Reddy, V.                   |
| 189946 -             | 2003 TO10                | 14 ottobre 2003   | NEAT                        |
| 189947 -             | 2003 TF17                | 15 ottobre 2003   | LONEOS                      |
| 189948 Richswanson   | 2003 UM4                 | 16 ottobre 2003   | Healy, D.                   |
| 189949 -             | 2003 UY4                 | 17 ottobre 2003   | LINEAR                      |
| 189950 -             | 2003 UC7                 | 16 ottobre 2003   | LONEOS                      |
| 189951 -             | 2003 UX23                | 22 ottobre 2003   | Uppsala-DLR Asteroid Survey |
| 189952 -             | 2003 UM35                | 16 ottobre 2003   | NEAT                        |
| 189953 -             | 2003 UA56                | 19 ottobre 2003   | Tucker, R. A.               |
| 189954 -             | 2003 UA59                | 16 ottobre 2003   | NEAT                        |
| 189955 -             | 2003 UQ60                | 16 ottobre 2003   | NEAT                        |
| 189956 -             | 2003 UX62                | 16 ottobre 2003   | NEAT                        |
| 189957 -             | 2003 UZ62                | 16 ottobre 2003   | NEAT                        |
| 189958 -             | 2003 UK64                | 16 ottobre 2003   | LONEOS                      |
| 189959 -             | 2003 UQ65                | 16 ottobre 2003   | NEAT                        |
| 189960 -             | 2003 UE75                | 17 ottobre 2003   | LONEOS                      |
| 189961 -             | 2003 UJ87                | 19 ottobre 2003   | LONEOS                      |
| 189962 -             | 2003 UF124               | 20 ottobre 2003   | LINEAR                      |
| 189963 -             | 2003 UA143               | 18 ottobre 2003   | LONEOS                      |
| 189964 -             | 2003 UB190               | 22 ottobre 2003   | Spacewatch                  |
| 189965 -             | 2003 UB194               | 20 ottobre 2003   | LINEAR                      |
| 189966 -             | 2003 UV200               | 21 ottobre 2003   | LINEAR                      |
| 189967 -             | 2003 UL220               | 21 ottobre 2003   | Spacewatch                  |
| 189968 -             | 2003 UG256               | 25 ottobre 2003   | LINEAR                      |
| 189969 -             | 2003 UP276               | 30 ottobre 2003   | LINEAR                      |
| 189970 -             | 2003 WJ74                | 20 novembre 2003  | LINEAR                      |
| 189971 -             | 2003 WF86                | 21 novembre 2003  | LINEAR                      |
| 189972 -             | 2003 WB154               | 29 novembre 2003  | LINEAR                      |
| 189973 -             | 2003 XE11                | 13 dicembre 2003  | LINEAR                      |
| 189974 -             | 2003 XU34                | 3 dicembre 2003   | LINEAR                      |
| 189975 -             | 2003 YN62                | 19 dicembre 2003  | LINEAR                      |
| 189976 -             | 2004 BU27                | 18 gennaio 2004   | NEAT                        |
| 189977 -             | 2004 CB32                | 12 febbraio 2004  | Spacewatch                  |
| 189978 -             | 2004 CL77                | 11 febbraio 2004  | NEAT                        |
| 189979 -             | 2004 DG18                | 18 febbraio 2004  | NEAT                        |
| 189980 -             | 2004 DH24                | 19 febbraio 2004  | LINEAR                      |
| 189981 -             | 2004 DM31                | 17 febbraio 2004  | LINEAR                      |
| 189982 -             | 2004 EE20                | 14 marzo 2004     | Spacewatch                  |
| 189983 -             | 2004 ER44                | 15 marzo 2004     | Spacewatch                  |
| 189984 -             | 2004 EX67                | 15 marzo 2004     | CSS                         |
| 189985 -             | 2004 FL2                 | 16 marzo 2004     | CSS                         |
| 189986 -             | 2004 FR3                 | 18 marzo 2004     | LINEAR                      |
| 189987 -             | 2004 FP5                 | 19 marzo 2004     | NEAT                        |
| 189988 -             | 2004 FR28                | 23 marzo 2004     | LINEAR                      |
| 189989 -             | 2004 FX80                | 16 marzo 2004     | LINEAR                      |
| 189990 -             | 2004 FF146               | 31 marzo 2004     | Spacewatch                  |
| 189991 -             | 2004 GR                  | 9 aprile 2004     | Siding Spring Survey        |
| 189992 -             | 2004 GA22                | 12 aprile 2004    | NEAT                        |
| 189993 -             | 2004 GO29                | 12 aprile 2004    | LONEOS                      |
| 189994 -             | 2004 GH33                | 12 aprile 2004    | NEAT                        |
| 189995 -             | 2004 GJ38                | 15 aprile 2004    | CSS                         |
| 189996 -             | 2004 GW60                | 14 aprile 2004    | NEAT                        |
| 189997 -             | 2004 HF3                 | 16 aprile 2004    | LINEAR                      |
| 189998 -             | 2004 HX6                 | 16 aprile 2004    | LINEAR                      |
| 189999 -             | 2004 HB11                | 19 aprile 2004    | LINEAR                      |
| 190000 -             | 2004 HG19                | 19 aprile 2004    | LINEAR                      |